# Pleotrichophorus pullus
Pleotrichophorus pullus är en insektsart som först beskrevs av David D. Gillette och Palmer 1933.  Pleotrichophorus pullus ingår i släktet Pleotrichophorus och familjen långrörsbladlöss. Inga underarter finns listade i Catalogue of Life.